# Walter (cráter)

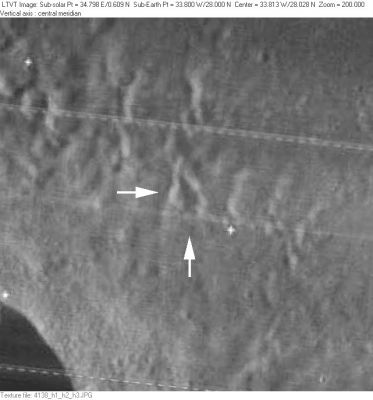
Imagen Lunar Orbiter 4. Las flechas marcan la posición de Walter

Walter es un pequeño cráter de impacto situado en la cara visible de la Luna, al noreste del cráter Diophantus. Vecinos inmediatos del cráter, además de Diophantus en el suroeste, son los pequeños cráteres Louise y Samir en el norte noroeste; e Isabel en el noroeste. En el noroeste también aparecen la Rima Diophantus, el Mons Delisle y el cráter Delisle.

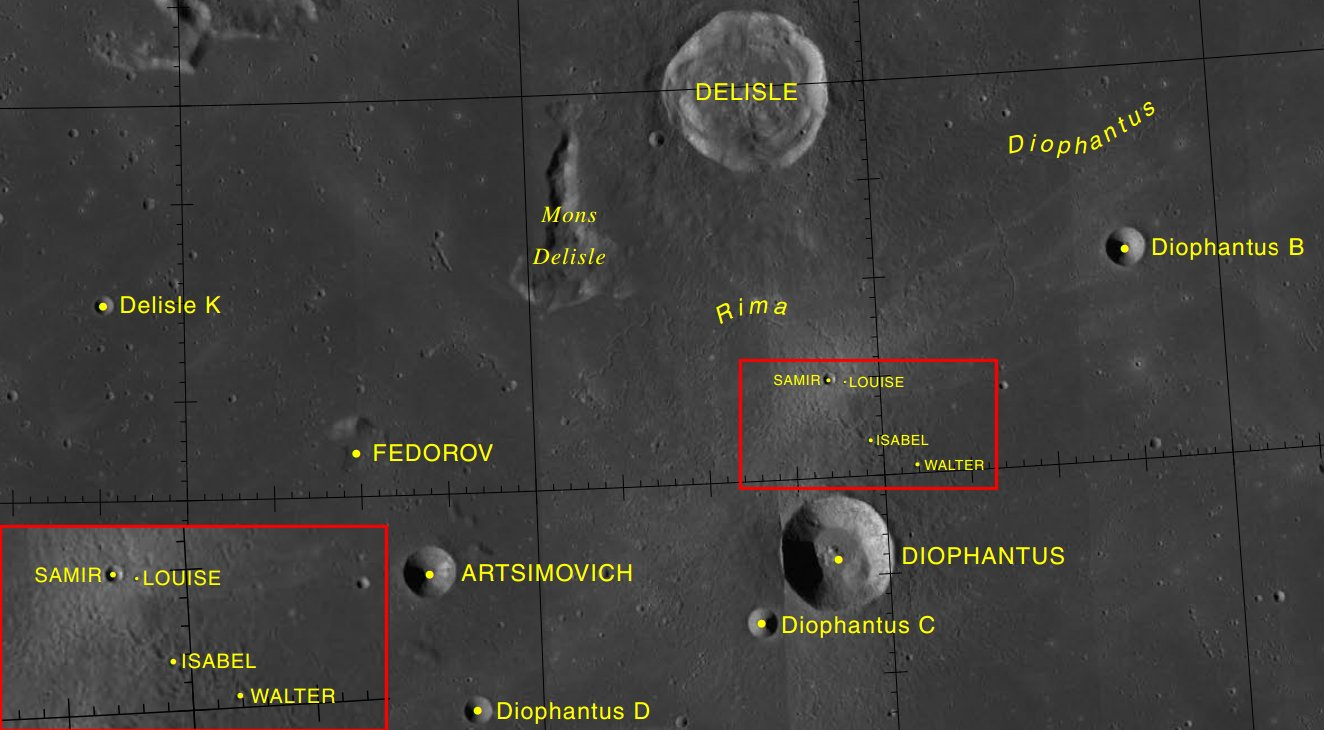
Detalle (ampliación del recuadro en la esquina inferior izquierda). Imagen LRO

El cráter es una pequeña depresión superficial del terreno, caracterizada por su forma irregular y su contorno poco definido.
El origen de la denominación es una anotación inicialmente no oficial en la página 39B2/S1 de la serie de planos del Lunar Topophotomap de la NASA. El nombre fue aprobado por la UAI en 1976.